# Mircea David
Mircea David (ur. 16 października 1914, zm. 12 października 1993) − rumuński piłkarz, bramkarz. Uczestnik mistrzostw świata z roku 1938. Znany głównie z pseudonimu Dio, nadanego przez włoskich fanów podczas meczu towarzyskiego Rumunia - Włochy w roku 1940.

## Kariera i biografia
David urodził się w 1914 w mieście Sinaia, położonym w centralnej Rumunii. Jako dziecko wraz z rodziną przeniósł się do Oradei, gdzie uczęszczał do szkoły wyższej. Rozpoczął tam treningi w grę o nazwie "Oină" (tradycyjnego sportu rumuńskiego podobnego do baseballu). Następnie uczęszczał na zajęcia gimnastyczne. W roku 1933 (w wieku 19 lat) rozpoczął karierę seniorską w klubie CA Oradea (w latach 1929-33, również należał do tego klubu jako junior) - spędził tam 5 lat. W 1936 zadebiutował w reprezentacji Rumunii w przegranym meczu przeciwko reprezentacji Węgier. W roku 1938 został powołany na mundial '38, który odbywał się we Francji, lecz nie zagrał ani jednego spotkania na tych mistrzostwach. 3-krotnie zdobywał mistrzostwo Rumunii w sezonach: 1938/39 i 1939/40 z Venusem Bukareszt oraz w sezonie 1948/49 z IC Oradea. W latach 1952–60 był trenerem Politehniki Jassy, z którą w 1960 uzyskał awans do I ligi rumuńskiej.